# Isosauris martha
Isosauris martha är en fjärilsart som beskrevs av Butler 1882. Isosauris martha ingår i släktet Isosauris och familjen mätare. Inga underarter finns listade i Catalogue of Life.